# 지사토촌 (나가노현)
지사토촌(智里村)은 나가노현 시모이나군에 있던 촌이다. 현재의 아치촌에 해당한다.

## 역사
- 1875년 2월 18일 - 지쿠마현 이나군 지사토촌이 성립하였다.
- 1876년 8월 21일 - 나가노현에 소속되었다.
- 1879년 1월 4일 - 군구정촌편제법 시행에 의해 시모이나군에 소속되었다.
- 1889년 4월 1일 - 정촌제 시행에 의해 고카촌이 단독으로 자치체를 형성하였다.
- 1956년 9월 30일 - 고카촌, 오치촌과 합병해 아치촌이 성립하여, 동일 지사토촌은 폐지되었다.

## 교통

### 도로
- 산슈 가도 (현 국도 제253호선)
- 기요우치 가도 (현 국도 제256호선)

## 촌가
| 신들린 신대를 높이 우러러보는 간자카와 에나가 다케고노 옛날을 그리워하며 살아가는 소노하라 아치의 강으로 나아가는 세상이라면 사람들은 지금은 후시야의 이부세키도 |
| 가르침의 뜰 帚나무에 맑아져라 지사토촌 배움의 아등등의 새옥 닦으면 빛나는 목적산 이윽고 옥의 기둥과도 마주보고 늘어선 아사히마쓰                                 |
| 득은 날마다 자견의 연못의 마음으로 돌아봐 지식은 가을 달맞이당 흐림이 없을 때까지 간직하고 용기는 왕성하고 낮신의 존귀한 듯이 생생함                             |
| 세상일은 날을 게을리 하지 아니하며 황금의 이와쓰키를 감추었사오니 내 부모를 욕하고 비단을 집에 들일 때 츠나구와 코마노나가니 뒷산 벚꽃 향기나라                  |

## 참고문헌
- 角川日本地名大辞典 20 長野県
- 『智里村誌』　智里村青年会編　代表　石原衛　智里村青年会発行　1934年（昭和9年）